# Rhinophis dorsimaculatus
Espèce
Rhinophis dorsimaculatus est une espèce de serpents de la famille des Uropeltidae. 

## Répartition
Cette espèce est endémique du Sri Lanka.

## Publication originale
- Deraniyagala, 1941 : A new fossorial snake (Rhinophis dorsimaculatus) from Ceylon. Journal of the Bombay Natural History Society, vol. 42, n. 4, p. 800-802.